# Euploea martinii
Euploea martinii är en fjärilsart som beskrevs av De Nicéville 1893. Euploea martinii ingår i släktet Euploea och familjen praktfjärilar. IUCN kategoriserar arten globalt som nära hotad. Inga underarter finns listade i Catalogue of Life.